# CECA (asociación bancaria)
La CECA es una asociación bancaria española que difunde, defiende y representa los intereses de sus entidades adheridas, les presta asesoramiento y fomenta la misión que deben realizar en la sociedad tanto desde la perspectiva de su actividad financiera, como de la obra social y del ejercicio de su responsabilidad social. Tiene su origen en la antigua Confederación Española de Cajas de Ahorros, cuyo acrónimo era CECA.
Cuenta entre sus miembros con las entidades de crédito y fundaciones (bancarias y de carácter general) vinculadas al sector del ahorro.
La CECA es miembro de European Savings Banks Group (ESBG) y de World Savings Banks Institute (WSBI) y se identifica con la filosofía que abanderan de las 3R con que se identifican todos los miembros del Instituto Mundial de Cajas de Ahorros y Banca Minorista (IMCA): retail (minorista), responsible (responsable) y grass rooted (arraigada en la comunidad).

## A quién representa
En CECA están representadas las cajas de ahorros, las fundaciones bancarias y las entidades de crédito que puedan integrarse, y mantener las funciones y finalidades que ostenta de conformidad con el citado régimen y cuantas otras determinen sus estatutos.
Las decisiones se adoptan con carácter colegiado y sus miembros desempeñan funciones en beneficio exclusivo de los intereses de CECA, de las entidades a las que representa y del cumplimiento de su función social.
En el Consejo de Administración de CECA se encuentran representadas las siguientes entidades de crédito asociadas:
- CaixaBank.
- Unicaja Banco.
- Abanca.
- Kutxabank.
- Ibercaja.
- CajaSur Banco.
- Caixa Ontinyent.
- Colonya, Caixa Pollença.
- Cecabank.

También están representadas la mayoría de las fundaciones, tanto bancarias como ordinarias, surgidas de antiguas cajas de ahorros. Participan en la Comisión de Fundaciones y Obra Social y asisten a la Asamblea General.
Fundaciones bancarias (por orden alfabético):
- Fundación BBK.
- Fundación Caja de Burgos.
- Fundación Cajastur.
- Fundación Ibercaja.
- Fundación "la Caixa".
- Fundación Unicaja.
- Fundación Vital Fundazioa.
- Kutxa Fundazioa.

Fundaciones ordinarias (por orden alfabético):
- Afundación.
- CajaGranada Fundación.
- Fundació Pinnae.
- Fundació Sa Nostra Caixa de Balears.
- Fundación Ávila.
- Fundación Bancaja.
- Fundación Caja Cantabria.
- Fundación Caja Castilla-La Mancha.
- Fundación Caja de Extremadura.
- Fundación Caja Inmaculada.
- Fundación Caja Navarra.
- Fundación Caja Rioja.
- Fundación Caja Segovia.
- Fundación CajaCanarias.
- Fundación Cajacírculo.
- Fundación Cajamurcia.
- Fundación Cajasol.
- Fundación La Caja de Canarias.
- Fundación Mediterráneo.
- Fundación Montemadrid.
- Fundos.

## Órganos de gobierno
Le corresponde la administración, gestión y representación de CECA:
Presidente:
- Isidro Fainé Casas

Vicepresidentes:
- José Ignacio Goirigolzarri Tellaeche
- Gregorio Villalabeitia Galarraga

Secretario:
- Josep A. Cifre Rodríguez

Vocales:
- José Pla Barber
- Josep A. Cifre Rodríguez
- Francisco Serrano Gill de Albornoz
- Juan Carlos Escotet Rodríguez
- Manuel Azuaga Moreno

## Inversión social
Su compromiso con la responsabilidad social se instrumenta tanto en la actividad financiera de los grupos creados por las Cajas, como en la Obra Social llevada a cabo por las propias Cajas y sus fundaciones, como a través de los préstamos prendarios de los Montes de Piedad.

### Responsabilidad social corporativa
Una de las principales líneas de trabajo es el reporte extra financiero, donde se destaca el análisis de las nuevas guías de reporte G4 del Global Reporting Initiative, cuya presentación oficial en España se llevó a cabo en CECA.
Otro tema de relevancia es la colaboración con el Plan Nacional de Educación Financiera que se extiende hasta 2017 por parte de CECA y de numerosas entidades adheridas y asociadas.

### Montes de Piedad
La actividad en el ámbito de Montes de Piedad ha venido condicionada en gran parte por la agenda regulatoria y las novedades normativas que afectan a su operativa y a su situación como actividad dependiente de los bancos o de las fundaciones.
En España, tras la aprobación de la Ley de Cajas de Ahorros y Fundaciones Bancarias (Ley 26/2013, de 27 de diciembre), los montes de piedad podrán adscribirse a la obra social de las cajas de ahorros, a las fundaciones bancarias u ordinarias, o a las entidades de crédito controladas por las fundaciones bancarias.
En 2014, España disponía de 14 montes de piedad frente a los 50 que existían antes de la crisis y la reestructuración bancaria.